# Азвудин
Азвудин (RO-0622) — противовирусный препарат, ингибитор обратной транскриптазы. Разработан для лечения гепатита С, исследуется в качестве средства лечения других вирусных заболеваний, таких как ВИЧ/СПИД и COVID-19.
Клинические испытания препарата для лечения ковида проводятся также и в России.
Регистрация Азвудина в качестве средства лечения COVID-19 ожидается в Китае в декабре 2021 года.